# Gymnázium Josefa Jungmanna
Gymnázium Josefa Jungmanna je všeobecné gymnázium, nacházející se v Litoměřicích. Je to největší gymnázium v litoměřickém okrese, které poskytuje čtyřleté a osmileté gymnaziální vzdělání všeobecného zaměření. Škola zahrnuje 26 učeben, z toho 18 kmenových učeben. Místnosti ke vzdělávání se nachází od suterénu až po podkroví. Součástí školy je i sportovní hala, tělocvična, hala na stolní tenis se šatnami a sprchami. Žáci i veřejnost mohou požívat posilovnu, která se nachází také v areálu školy.
Název nese podle českého filologa, spisovatele, lexikografa a překladatele Josefa Jungmanna, který v Litoměřicích v letech 1799–1815 působil na tamějším gymnáziu, které se však nacházelo jinde, než současné gymnázium.

## Historie

### Před vznikem českého gymnázia
Litoměřice mají gymnázium již po několik staletí: jezuitské gymnázium, které v roce 1660 získalo titul císařského gymnázia, navázalo na tradici latinské školy, která byla založena již roku 1549. Z významných studentů je třeba uvést Františka Antonína Steinského (1752–1816), který se stal později profesorem pomocných věd historických na Karlově univerzitě. Měl jako jediný u nás přímé písemné styky s Benjaminem Franklinem a jinými Američany. Zdejším studentem byl i pozdější profesor a zakladatel pražského slepeckého ústavu Alois Klár. Na gymnáziu studoval i pozdější hudební skladatel Václav Praupner.
Gymnázium bylo zachováno i po zrušení jezuitského řádu Klementem XIV. roku 1773. V letech 1799–1815 na něm působil Josef Jungmann, který zde již roku 1800, jako první v království, začal vyučovat češtinu jako nepovinný předmět. Češi tvořili na litoměřickém gymnáziu asi třetinu žactva. Po Jungmannovi výuku převzal Jan Jodl.

### České gymnázium
Od roku 1919 do vysídlení Němců z Litoměřic existovaly v Litoměřicích gymnázia dokonce dvě – německé klasické gymnázium a české reálné gymnázium, ke kterému se dnešní gymnázium hlásí. Nejdřív gymnázium sídlilo v budově původní latinské školy a poté se přesunulo do Komenského ulice. Prvním ředitelem byl Václav Ruth. Od roku byl škole propůjčen název Státní československé reálné gymnázium Josefa Jungmanna v Litoměřicích. Během 2. světové války přišly problémy – 7. října 1938 se přestalo vyučovat, ovšem část profesorů i studentů přestěhovala výuku do Terezína. V roce 1940 už nebylo možné vyučovat ani tam a tak studenti přešli na gymnázium v Roudnici.
Po válce gymnázium sídlilo v ulici Na Valech (v budově dnešní základní školy), do své současné budovy se přestěhovalo v roce 1953. Po únoru 1948 přišly změny v učitelském sboru a změny v typu studia (jen čtyřleté studium, poté tříletá jedenáctiletá střední škola, později též tříletá SVVŠ). Posledním předlistopadovým ředitelem byl Mgr. Ladislav Šrejbr. Po něm nastoupil Mgr. Petr Praibiš. V roce 1993 začalo gymnázium pořádat výměnné pobyty do nizozemského města Oss, jež se konají dodnes. Petr Praibiš na své pozici zůstal až do ročníku 2009/2010, kdy se stala ředitelkou PaedDr. Eva Bulasová. Ta po kritice ze strany litoměřické veřejností i studentů ze školy odešla (viz Eva Bulasová ředitelkou školy) a dočasným ředitelem se stal Vlastimil Klobása. Od roku 2012 do roku 2018 byl ředitelem Miloš Štyks. Od března 2018 je ředitelkou RNDr. Bc. Radka Balounová, Ph.D.

## Úspěchy
Škola proslula svými výsledky v prestižní dějepisné soutěži konané v Chebu. Ve velké konkurenci ostatních gymnázií z celé České republiky získala škola během posledních čtyř ročníků tři vítězství (
2008,
2009,
2011) a jedno druhé místo (2010).
Školu výborně reprezentoval Štěpán Šimsa v oblasti matematiky a programování, který z Mezinárodní matematické olympiády přivezl v roce 2011 bronz, a dvakrát soutěžil na středoevropské olympiádě v programování CEOI.
V chemii úspěchů dosahovala Markéta Pilneyová.
V roce 2011 dosáhla škola ve státních maturitách nejlepšího výsledku v rámci Ústeckého kraje.

## Eva Bulasová ředitelkou školy
Od školního roku 2009/10 byla ředitelkou gymnázia Eva Bulasová (ČSSD). Proti jejímu způsobu vedení školy se postupně mezi litoměřickou veřejností zvedla vlna kritiky, která vyústila v červnu 2011 v demonstraci a v bouřlivé jednání na ústeckém krajském zastupitelstvu. Protesty studentů, rodičů a pedagogů pokračovaly od 1. 9. 2011. Před budovou gymnázia se sešlo asi 300 lidí. Na protestní akci se dostavili i někteří krajští a komunální politici. Večer téhož dne vystoupil náměstek hejtmanky Arno Fišera (ČSSD) v pořadu Události, komentáře a oznámil, že po jednání s radním Jakubcem a Koudou dospěli k závěru, že Eva Bulasová, přestože nedošlo k zákonnému pochybení, odstoupí z funkce k 30. 9. 2011. Druhý den Eva Bulasová vydala prohlášení, že ze zdravotních důvodů skončí ve funkci ředitelky školy ke dni 30. 9. 2011. Od 3. 10. vedl dočasně školu Ing. Vlastimil Klobása.
Od října 2011 pracuje Eva Bulasová na Odboru strategie přípravy a realizace projektů krajského úřadu Ústeckého kraje. Bulasové místo zajistil náměstek hejtmanky kraje Pavel Kouda (ČSSD). To, že Bulasová měla jistou práci na kraji v době, kdy z gymnázia odcházela, otevřeně přiznává sám Kouda.„Proto je logické, že o práci na úřadě jednala už v září,“ řekl Kouda.

### Kauza „mrtvá kočka“
Na konci srpna televize Nova odvysílala překvapivou reportáž. Někdo měl údajně Evě Bulasové pověsit na kliku od domu mrtvou kočku. Ředitelce se navíc někdo pokusil poškodit vůz. Vozidlo si ale spletl a terčem útoku se stalo auto její známé, které stálo před domem. Věc začala šetřit policie. Informaci jako první předal médiím známý podvodník a mystifikátor Lukáš Kohout, který je v současné době velmi aktivní organizátor demonstrací proti nepřizpůsobivým občanům v oblasti Šluknovska, a který na první pohled vůbec nesouvisí s tímto případem.
Dne 14. října 2011 přinesl server idnes.cz vyjádření Lukáše Kohouta. Ten řekl, že byl placen za „špinavou práci“ ústeckým radním Petrem Jakubcem (ČSSD). Kohout dále uvedl, že akce „mrtvá kočka“ byla jeho akce, avšak samotnou kočku měl umístit a sehnat někdo jiný. Jako diskreditace kritiků vedení školy měla sloužit i další „práce“. Do ředitelny a dalších místností mělo být nastrčeno odposlouchávací zařízení. Majitel firmy, která měla asistovat při instalaci i odhalení zařízení, doslova řekl: “S panem Kohoutem jsme o tomto jednali, ale k dohodě nedošlo“. Redaktoři MF DNES potvrzují, že v době demonstrací spatřili Kohouta v budově školy.
Kohout tvrdí, že úkoly dostával přímo od Evy Bulasové a krajského radního pro školství Petra Jakubce. Oba dva to striktně odmítají. Jakubec popírá i jakýkoliv kontakt s osobou Lukáše Kohouta a podle svých slov zvažuje žalobu na ochranu osobnosti. Spojení mezi Jakubcem a Kohoutem nicméně potvrzují někteří lidé. Například člen varnsdorfské ODS Zdeněk Fara, někdejší člen Mladých sociálních demokratů ve Varnsdorfu Jaroslav Frolík.
Proč přišel s odhalením až nyní, vysvětluje Kohout následovně: „Hodil (Jakubec) mě přes palubu“.

## Osobnosti školy
- Květa Jeriová – olympijská medailistka v běhu na lyžích. Do roku 2011/2012 na gymnáziu učila tělesnou výchovu.
- Jiří Růžek – fotograf
- Jakub Praibiš – spisovatel a tenista
- Světlana Witowská – moderátorka
- Jan Malinda – autor, scenárista
- Martin Stranka – fotograf
- Vít Vomáčka – také známý jako "Vítkův Cestopiss" je tvůrce videí na Youtube